# Avro Avenger
Avro 566 Avenger là một mẫu thử máy bay tiêm kích của Anh trong thập niên 1920, do hãng Avro thiết kế chế tạo.

## Tính năng kỹ chiến thuật (Avenger)
Dữ liệu lấy từ The Complete Book of Fighters
Đặc điểm tổng quát
- Kíp lái: 1
- Chiều dài: 25 ft 6 in (7,77 m)
- Sải cánh: 32 ft (9,75 m)
- Chiều cao: 10 ft 3 in (3,12 m)
- Diện tích cánh: 244 ft² [2] (22,7 m²)
- Trọng lượng rỗng: 2.368 lb (1.074 kg)
- Trọng lượng có tải: 3.220 lb (1.460 kg)
- Động cơ: 1 × Napier Lion VIII hoặc IX, 525/553 hp (391/412 kW)

 Hiệu suất bay 
- Vận tốc cực đại: 180 mph (290 km/h)
- Vận tốc hành trình: 130 mph (209 km/h)
- Trần bay: 22.000 ft[2] (6.700 m)
- Vận tốc lên cao: 2.100 ft/phút (10,67 m/s)